# Iliana Da Silva
Iliana Da Silva (Montevideo, 16 de julio de 1973) es una periodista y locutora uruguaya.

## Biografía
Nació en el Barrio La Teja. Estudió en la Licenciatura de Ciencias de la Comunicación en la Universidad de la República. Trabajó en como periodista y conductora en los noticieros Telenoche en Canal 4 y Subrayado en Canal 10.
Actualmente, fue designada Subdirectora de Comunicación de Presidencia por el presidente electo Yamandú Orsi. Dejó los medios de comunicación en setiembre del 2024 para integrarse como militante al Frente Amplio, en el grupo Frente en Movimiento que forma parte de una coalición de sectores llamado El Abrazo.
Fue conductora de la edición Dominical de Telemundo  Telemundo de Canal 12. Fue directora de informativos del Canal 5. Da Silva junto a Juan Miguel Carzolio fue conductora del programa Las cosas en su sitio en Radio Sarandí.
Contrajo matrimonio con el politólogo Conrado Ramos y tiene un hijo llamado Martín Bello.

## Premios
- 2005, Premio Morosoli en periodismo en televisión.
- 2012, Premio Iris por periodismo en televisión.

Iliana Da Silva fue galardonada con el Premio Legión del Libro otorgado por la Cámara Uruguaya del Libro.